# Conchucos
I Conchucos sono una tribù di Nativi americani stanziati in Perù. Abitano la Cordigliera delle Ande e il fiume Marañòn.